# Lunaticus Astralisque Goliardicus Ordo
Le Lunaticus Astralisque Goliardicus Ordo (Ordre Goliardique Astral Aliéné), appelé également L.A.G.O. (Lago signifie « lac » en italien) est un ordre goliardique vassal du Goliardicus Ordo Solis Orientis, ordre goliardique souverain de l'Université de Trieste. 

## Histoire
Le L.A.G.O. a été fondé à Trieste le 29 janvier 1971 par Guglielmo « Mimmo » Vallisneri. Le 27 mars 1971 l'ordre est reconnu par la place goliardique triestine. En novembre 1972, le L.A.G.O.  devient vassal du Goliardicus Ordo Solis Orientis (G.O.S.O., Ordre du Soleil de l'Orient, fondé en 1945). À partir de ce moment le Prince du L.A.G.O. devient également Maître du G.O.S.O.

## Hiérarchie et insigne
Les couleurs choisies pour représenter le L.A.G.O. sont le noir et le bleu, parce que le fondateur était un supporteur de l'Inter de Milan.
La hiérarchie de l'ordre se compose de :
- Araldo (Héraut), il ne porte aucun insigne de l'ordre.
- Patrizio (Patricien), il porte un saio (une tunique), appelée aussi saietto, moitié bleu, moitié noir, avec une bande noire sur le bord inférieur et les armes de l'ordre sur le dos.
- Cavaliere (Cavalier), il porte un saio comme le patricien, mais avec une cape noire.
- Barone (Baron), il porte un demi manteau, semblable à celui du comte, mais dont la longueur laisse la jambe découverte.
- Conte (Comte), il porte un manteau long, appelé aussi mantello, bleu céruléen avec la hallebarde de Trieste sur le côté supérieur gauche. L'arrière du manteau porte les armes du L.A.G.O. et l'inscription Lunaticus Ordo.
- Marchese (Marquis), il porte un manteau semblable à celui du Comte, mais plus orné, avec ses armes personnelles sur le côté droit.
- Duca (Duc), il porte un manteau et peut porter un haut col et une cape noire.
- Principe (Prince), il porte le manteau noir de chef de l'ordre.

## Conseil suprême
Le L.A.G.O. est dirigé par un conseil suprême formé de ducs et du prince. Les ducs sont quatre avec les compétences suivantes :
- Duca agli esteri (Duc chargé des relations extérieures)
- Duca alle cerimonie (Duc maître de cérémonies)
- Duca alle finanze (Duc chargé des finances)
- Duca alla giustizia (Duc chargé de la Justice)
- Par tradition, le Prince assume le pouvoir du duc chargé des affaires intérieures.

## Le Prince
Le chef du L.A.G.O. assume la charge de Prince avec les honneurs qui vont avec. On l'appelle Divinissimus ac Magneficentissimus, le Très Divin et Très Magnifique. Le Prince représente l'ordre auprès de la Goliardia triestine et italienne.

## Liste des princes
Depuis 1971 jusqu'à aujourd'hui, l'ordre a compté treize princes :
- Mimmus I Tergestinus
- Rinus II Tergestinus
- Francus III Tergestinus
- Itus IV Tergestinus
- Maurus V Tergestinus
- Johannes VI Tergestinus
- Furius VII Tergestinus
- Ninus VIII Tergestinus
- Paolus IX Tergestinus
- Franz X Tergestinus
- Robert XI Tergestinus
- Sandrus XII Tergestinus
- Lorenzo XIII Tergestinus
- Federicus XIV Tergestinus (régnant actuellement)

## Fête anniversaire
Le L.A.G.O. fête chaque année le 29 janvier, anniversaire de sa fondation.

### Honoris Causa
Les titres honoris causa décernés par l'ordre sont :
- Visconte della mezza luna (Vicomte de la demi-lune), grade honorifique le plus élevé, réservé exclusivement aux chefs d'autres ordres goliardiques.
- Barone della mezza luna (Baron de la demi-lune)
- Cavaliere della mezza luna (Cavalier de la demi-lune)
- Patrizio della mezza luna (Patricien de la demi-lune)

## Devise du L.A.G.O.
- Memento goliardus es et goliardus semper manebis (N'oublie pas que tu es goliard, et goliard le demeurera toujours)

## Source
- Cet article est la traduction de l'article Lunaticus Astralisque Goliardicus Ordo de Wikipédia en italien.